# Потт, Персивалл
Сэр Персивалл Потт (Percivall Pott, 6 января 1714, Лондон — 22 декабря 1788, Лондон) — английский хирург.
Родился в Лондоне. В молодости поначалу готовил себя к духовному званию, затем отдал предпочтение медицине, изучая преимущественно хирургию. Благодаря таланту, настойчивости и эрудиции из скромного помощника одного из цирюльников госпиталя Св. Варфоломея Потт стал наиболее блестящим представителем хирургии XVIII в. С 1736 года начал самостоятельно заниматься практикой, с 1749 года получил должность хирурга госпиталя Св. Варфоломея,на которой оставался на протяжении 37 лет. С 1745 г. до ухода на покой (1787 г.) занимает руководящие посты в том же лечебном заведении, за этот период им опубликован целый ряд классических работ из различных областей хирургии, причём работы по заболеваниям костей и суставов сделали эпоху в данной сфере. Его исследования и труды в деле лечения хронических воспалений суставов (с употреблением поттовских шин), в частности позвоночника (болезнь Потта), водянки яичка, грыж, свищей слезных каналов и прямой кишки (для которых он изобрёл поттовский нож), повреждений черепа и т. п. произвели сильное влияние на хирургию. Потт вместе с тем отличался широким общим образованием и был знатоком патологической анатомии.
В 1779 году описал клинические проявления туберкулёза позвоночника, которые впоследствии получили название «поттов горб».
В 1775 году Персиваль Потт, изучив и описав причины возникновения рака кожи мошонки у ряда пациентов, среди которых практически все были трубочистами, сделал вывод, что длительный контакт кожного покрова с сажей может приводить к развитию рака. Таким образом, он первым понял, что химический канцерогенез играет ведущую роль в этиологии рака.. Потт сделал сразу два открытия: выяснил, что химические вещества из сажи и дёгтя могли вызывать развитие рака и то, что промежуток времени между воздействием и результатом (возникновением опухоли) мог быть достаточно велик.

## Сочинения
- «A treatise on ruptures» (Лондон, 1756);
- «Observat. on the nature and consequences of wounds and contusions of the skull» (1760; пер. на нем. яз.);
- «Remarks on that kind of palsy of the lower limbs, which is frequently found to accompany a curvature of the spine» (Лонд., 1779).

Полное собрание его хирургических сочинений «Chirurgical works» вышло в Лондоне (1771) и выдержало после того ряд изданий; переведены также на немецкий, французский и итальянский языки.